# Country Roads (Album)
Country Roads ist das 51. Studioalbum des österreichischen Schlagersängers Freddy Quinn. Es erschien 1999 unter dem Musiklabel Da Music.

## Titelliste
Das Album beinhaltet 14 Stücke; fast alles sind Coverversionen bekannter Country- und Folk-Songs:
1. Green Green Grass of Home (im Original als Green, Green Grass of Home von Johnny Darrell, 1965)
2. It’s Country Time
3. Some Broken Hearts Never Mend (im Original von Don Williams, 1977)
4. Oh Susanna (im Original als Oh! Susanna von Stephen Foster, 1848)
5. Help Me Make It Through the Night (im Original von Kris Kristofferson, 1970)
6. Carry Me Back to Old Virginny (im Original von James A. Bland geschrieben, 1878[3])
7. Jambalaya (bekannt als Jambalaya (on the Bayou) von Hank Williams, 1952[4])
8. Old Smoky (im Original das Volkslied On Top of Old Smokey[5])
9. Take Me Home Country Roads (im Original als Take Me Home, Country Roads von John Denver, 1971)
10. The Singer
11. Tom Dooley (im Original ein Volkslied)
12. The Yellow Rose of Texas (im Original ein Volkslied)
13. Oh My Darling Clementine (im Original als Oh My Darling, Clementine von Percy Montrose geschrieben, 1884[6])
14. Oh, Lonesome Me (im Original als Oh Lonesome Me von Don Gibson, 1957[7])